# 圆叶鼠李
圆叶鼠李（学名：Rhamnus globosa）为鼠李科鼠李属下的一个种。